# Sidi Mohamed Ould Boubacar
Sidi Mohamed Ould Boubacar, född 31 maj 1957 i Atar, har varit Mauretaniens regeringschef två gånger. Först från 18 april 1992 till 2 januari 1996, och andra gången från 7 augusti 2005 till 19 april 2007. Han efterträddes andra gången av Zeine Ould Zeidane.